# Рембово (Ґостинський повіт)
Рембово (пол. Rębowo) — село в Польщі, у гміні П'яскі Гостинського повіту Великопольського воєводства.
Населення — 222 особи (2011).
У 1975-1998 роках село належало до Лешненського воєводства.

## Демографія
Демографічна структура станом на 31 березня 2011 року:
|          | Загалом | Допрацездатний вік | Працездатний вік | Постпрацездатний вік |
| -------- | ------- | ------------------ | ---------------- | -------------------- |
| Чоловіки | 123     | 26                 | 90               | 7                    |
| Жінки    | 99      | 17                 | 62               | 20                   |
| Разом    | 222     | 43                 | 152              | 27                   |